# Чемпионат мира по стрельбе из лука 1957
18-й чемпионат мира по стрельбе из лука был проведён в Праге (Чехословакия) в июле 1957 года Всемирной федерацией стрельбы из лука (FITA).

## Медалисты

### Классический лук
| Дисциплина                     | Золото         | Серебро      | Бронза            |
| Мужчины. Индивидуальный турнир | О. К. Сматерс  | Джо Фри      | Сильвестр Чессман |
| Женщины. Индивидуальный турнир | Кэрол Мэйнхарт | Энн Кларк    | Бетти Шмидт       |
| Мужчины. Командный турнир      | США            | Швеция       | Финляндия         |
| Женщины. Командный турнир      | США            | Чехословакия | Великобритания    |

## Медальный зачёт
| Место | Страна         | Золото | Серебро | Бронза | Всего |
| ----- | -------------- | ------ | ------- | ------ | ----- |
| 1     | США            | 4      | 2       | 2      | 8     |
| 2     | Чехословакия   | -      | 1       | -      | 1     |
| 2     | Швеция         | -      | 1       | -      | 1     |
| 4     | Финляндия      | -      | -       | 1      | 1     |
| 4     | Великобритания | -      | -       | 1      | 1     |